# Philmont Scout Ranch
 (octobre 2015).
Si vous disposez d'ouvrages ou d'articles de référence ou si vous connaissez des sites web de qualité traitant du thème abordé ici, merci de compléter l'article en donnant les références utiles à sa vérifiabilité et en les liant à la section « Notes et références ».
Philmont Scout Ranch est un ranch dans le Cimarron, Nouveau-Mexique, détenue par les Boy Scouts of America. Il est un camp où les scouts de tous les différents états des États-Unis, ou même dans le monde peuvent aller sur les randonnées dans les montagnes. Les voyages peuvent durer de 7 à 12 jours. Il y a aussi d'autres activités dans Philmont aux scouts.

## Histoire
Philmont était précédemment détenu par Waite Phillips, un industriel de l'huile riche. Phillips fit cadeau la terre de Philmont aux Boy Scouts of America (BSA) en 1938. Au moment où Phillips a donné la terre aux BSA, Philmont était connu comme Philturn Rocky Mountain Scout Camp. Le nom de «Philturn» vient du prénom Phillips, et aussi du slogan (en anglais) de BSA: «do a good turn daily». Le nom a été changé plus tard pour le nom actuel, Philmont Scout Ranch.

## Programmes offerts

### Rayado
Le programme Rayado est un programme de randonnée de vingt et un jours, sélectif et rigoureux conçu pour les scouts expérimentés. Les équipes de Rayado sont accompagnées par deux gardes forestiers et connaissent un certain nombre de défis axés sur le développement de la croissance personnelle, un sens de l'intendance de l'environnement et des compétences en leadership. Les participants de Rayado sont mis au défi physiquement, mentalement et spirituellement à mesure qu'ils parcourent les sentiers les plus difficiles de Philmont, visitent des parties de l'arrière-pays qui ne sont jamais vues par les participants réguliers et participent à des activités qui ne sont pas offertes aux autres scouts. Cela inclut l'escalade difficile et l'instruction en leadership en plein air, la résolution de problèmes en milieu sauvage et les compétences avancées en plein air qui incluent la randonnée en milieu sauvage, la navigation et les voyages, le comportement d'expédition et la dynamique de groupe, la cuisine avancée, la gestion sauvage et les premiers secours en milieu sauvage et les procédures d'urgence backcountry. Un Trek Rayado encourage la croissance personnelle, le travail d'équipe et la capacité de leadership. [15]
Les participants doivent avoir au moins 15 ans et moins de 21 ans, être en excellente condition physique et être qualifiés dans le camping Leave No Trace. Les candidats doivent soumettre une lettre de recommandation d'un Scouter adulte détaillant leur caractère et l'expérience du pays. Les demandes doivent être approuvées par un parent ou un tuteur, un chef d'unité et l'exécutif du conseil local. En 2012, deux programmes Rayado sont programmés. Le coût est de 690 $ par personne. [15] Les bourses Rayado, présentées par l'Association du personnel Philmont, sont décernées chaque année à des campeurs qui souhaitent participer au programme Rayado. Les bourses couvrent généralement le coût total du programme Rayado, mais un certain nombre de petites bourses partielles sont également disponibles et tous les participants Rayado sont encouragés à postuler. Le transport vers et depuis Philmont est la responsabilité du campeur et n'est pas couvert par les bourses.
Les équipes de Rayado sont regroupées par le personnel de Philmont et composées de personnes de différentes régions du pays. Une personne ne peut être une participante Rayado qu'une seule fois; Un rôdeur ne peut être affecté à une équipe Rayado qu'une seule fois; Et les membres du personnel sont disqualifiés de la participation à Rayado treks sauf en tant que gardes forestières.
Le Programme Rayado était autrefois connu sous le nom de Programme Kit Carson.

### Trail Crew Trek
Trail Crew Trek est une expérience d'éducation de quatorze jours fondée sur le service par la conservation. Les participants construisent une piste pendant sept jours et suivent une randonnée pédagogique de sept jours dans toute la région de Philmont, avec une expérience pratique avec divers projets de conservation sur le ranch et des visites de conférenciers invités à la conservation et à la gestion des ressources.

### OATC (Order of the Arrow Trail Crew)
L'Ordre des Arrow Trail Crew est un programme de quatorze jours pour les membres de l'Ordre des flèches âgés de 16 à 21 ans qui donne aux participants la possibilité de travailler sur divers projets de conservation autour du ranch. L'ordre des équipages de la piste fléchée suit le même format que Trail Crew Treks - une semaine de construction de piste et ensuite une auto-planifiée, une semaine de randonnée [13]. Beaucoup de lodges et sections de l'Ordre de la flèche offrent des bourses à l'ordre des membres de la flèche.

## Incidents

### Inondation de 2015
Le 27 juin, 2015, il y avait un très grand, peut-être même la plus importante inondation de Philmont, en particulier dans le North Country. Cette inondation a tué le scout de 13 ans Alden Brock de Rosemont, en Californie.